# Frank Gehry
Frank Owen Gehry [fɹæŋk ˈoʊən ˈɡɛəɹi] (născut Ephraim Owen Goldberg, n. 28 februarie 1929, Toronto, Ontario, Canada) este un arhitect canadian, evreu de origine, unul dintre cei importanți arhitecți contemporani, cunoscut în special pentru perspectiva sa aproape sculpturală a designului clădirilor sale, precum și pentru inovațiile și invențiile sale din domeniul arhitectural.
Frank Gehry este în același timp unul din arhitecții care au promovat deconstructivismul ca unul din curentele majore din arhitectura de la sfârșitul secolului 20 și începutul secolului 21, fiind un important exponent al acestuia.

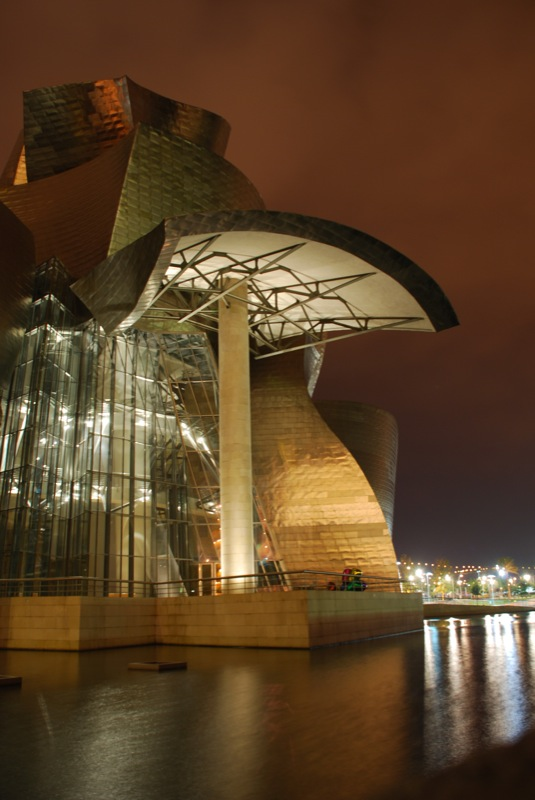
Muzeul Guggenheim din Bilbao, cea mai faimoasă dintre operele lui Frank Gehry, 1997.

Operele sale sunt ușor de recunoscut datorită structurilor neliniare, multiplu curbate și circumvolute ale tuturor clădirilor proiectate de el și colaboratorii săi, care sunt adesea acoperite cu largi suprafețe metalice reflectorizante. Lucrarea sa cea mai celebră este Muzeul Guggenheim din Bilbao, Spania, care ilustrează vibrant stilul său arhitectural, clădirea fiind integral acoperită cu folii de titan, puternic reflectorizante.

### Note biografice

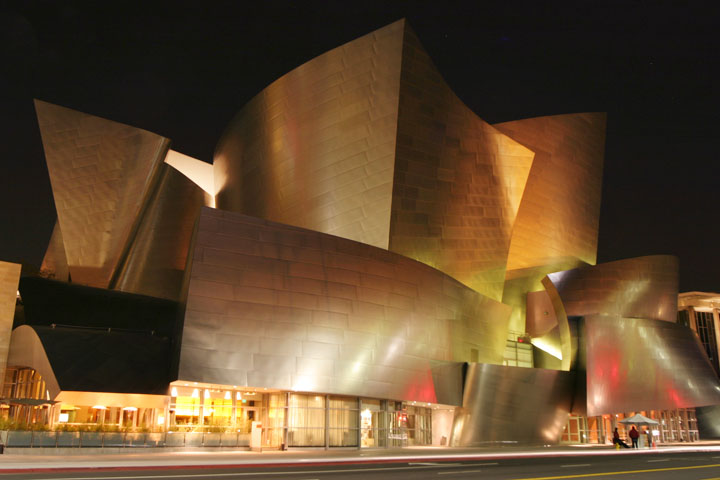
Sala de concerte Disney Hall

### Stilul arhitectural Gehry

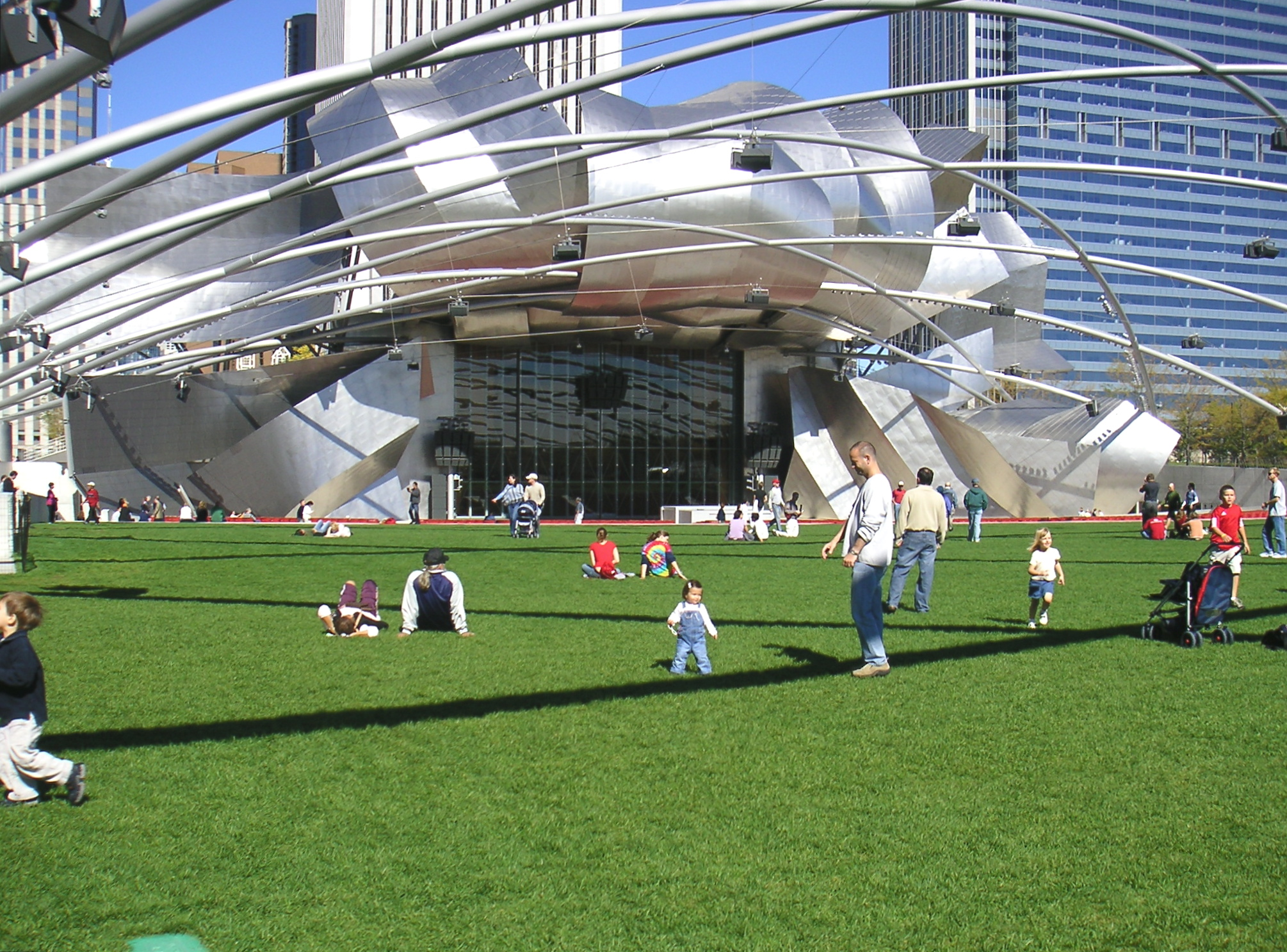
Pavilionul Pritzker în Millennium Park, Chicago, Illinois.

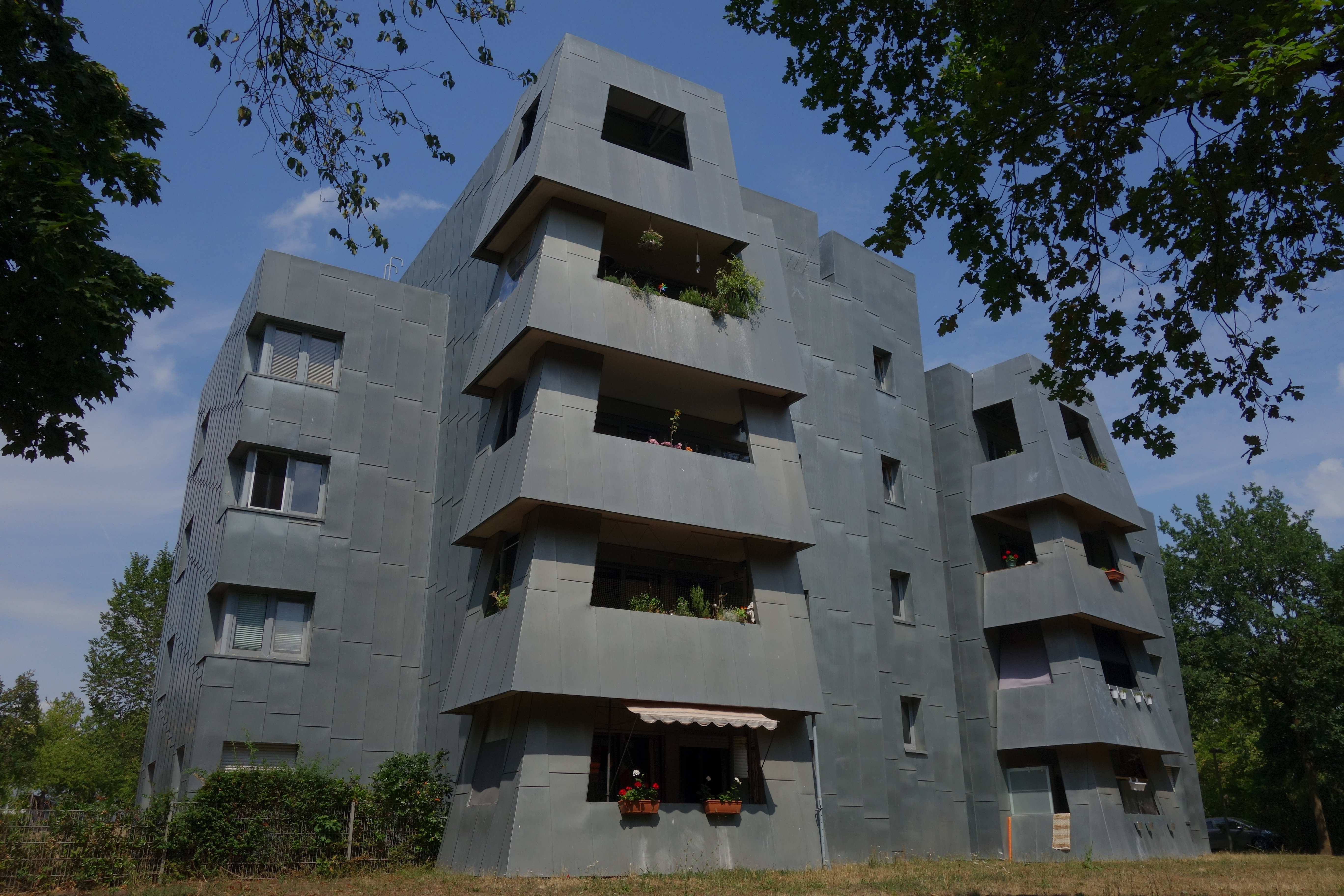
Locuințe sociale în Frankfurt-Goldstein (1994)

### Complete

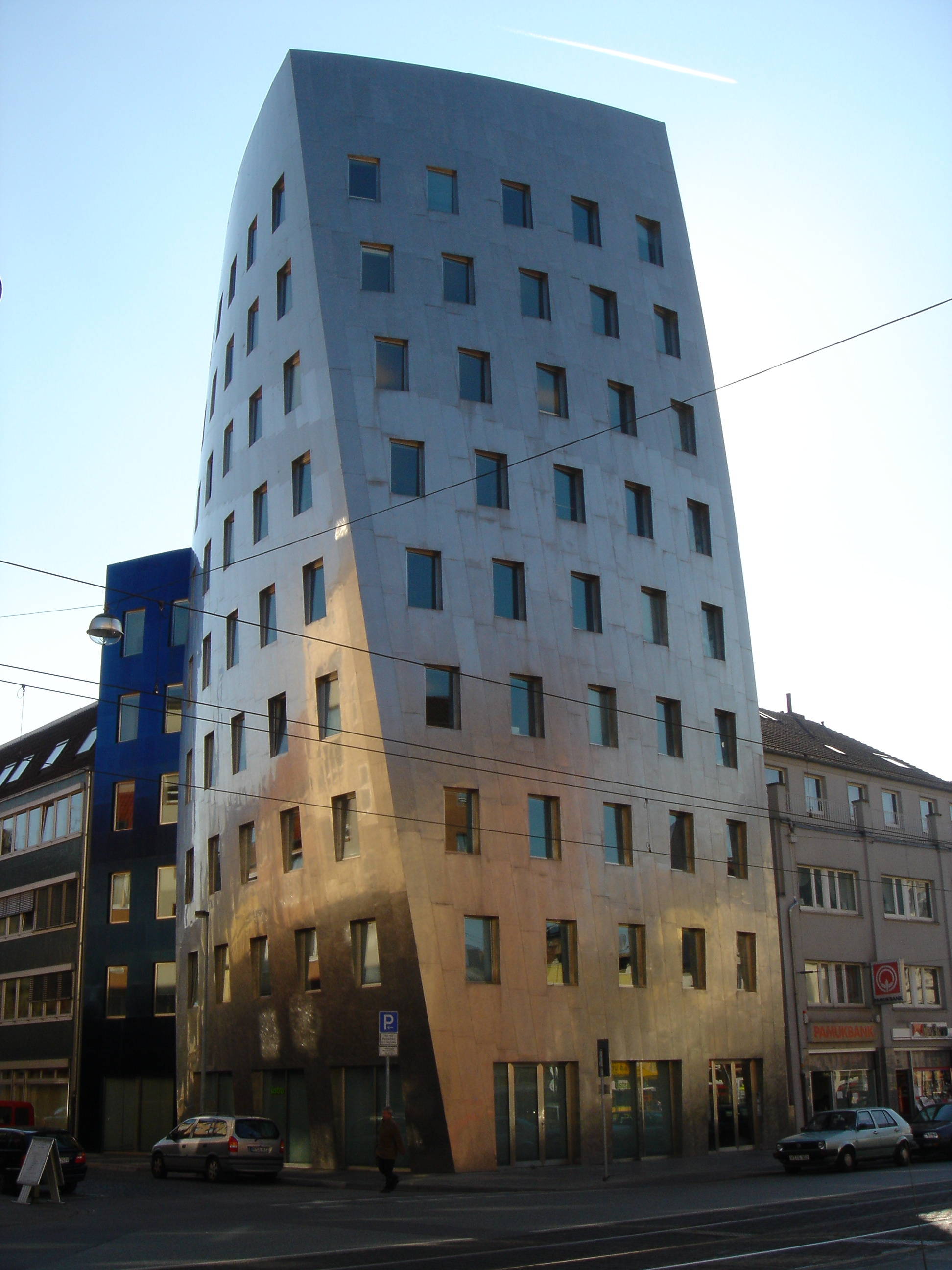
Gehry Tower din Hannover, Germania.

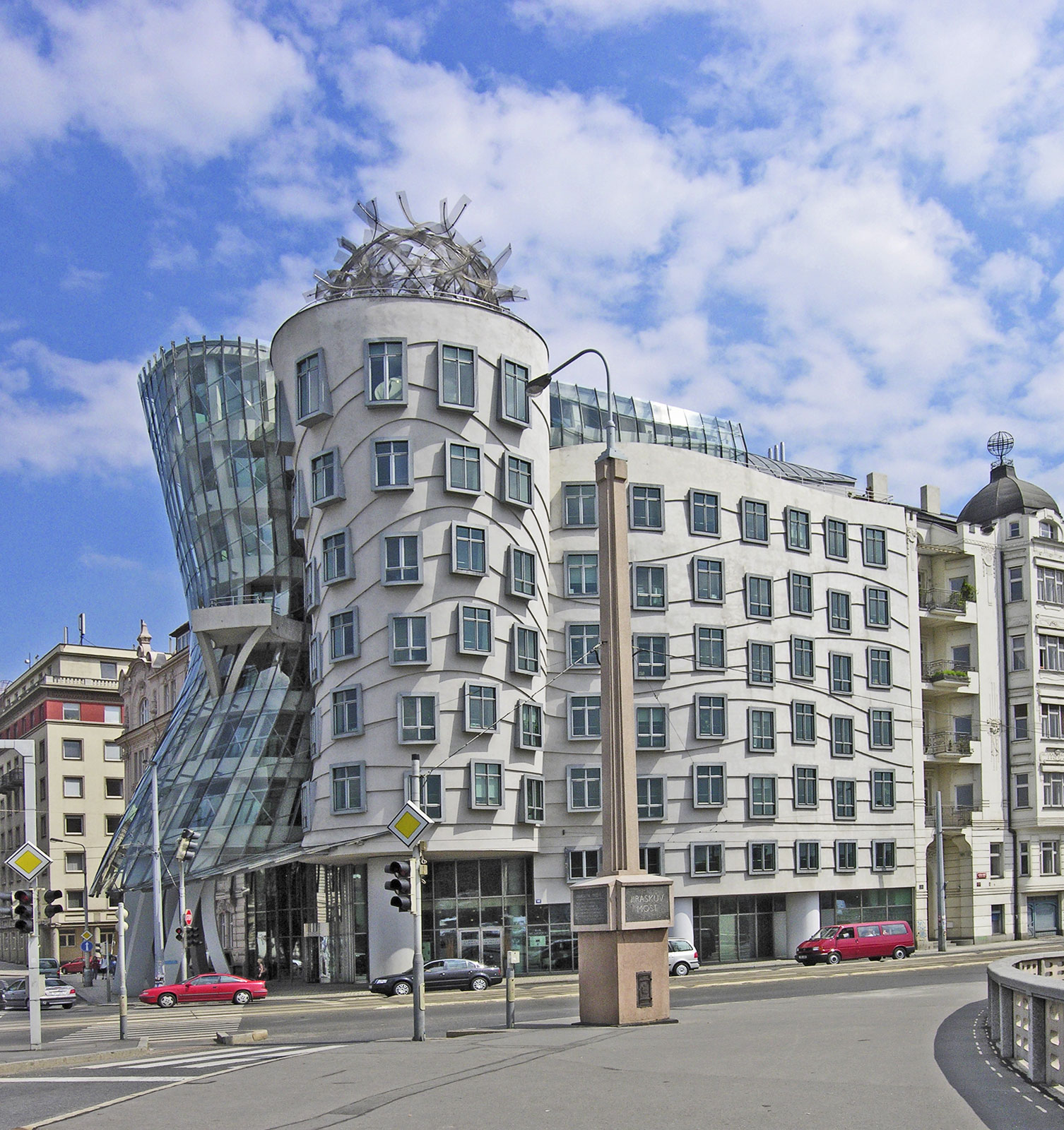
Casa care dansează din Praga

## Premii

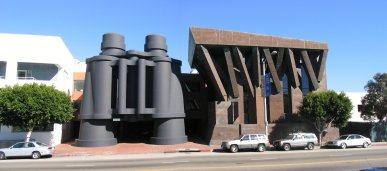
Chiat/Day Building, in Venice, California. Designed with help from Claes Oldenburg and Coosje van Bruggen. It is said that the designers were using a model while trying to decide how to treat the entrance to the building when Oldenburg placed his binoculars in the model. Everyone liked the effect, so it was incorporated into the design.

## Galerie de imagini

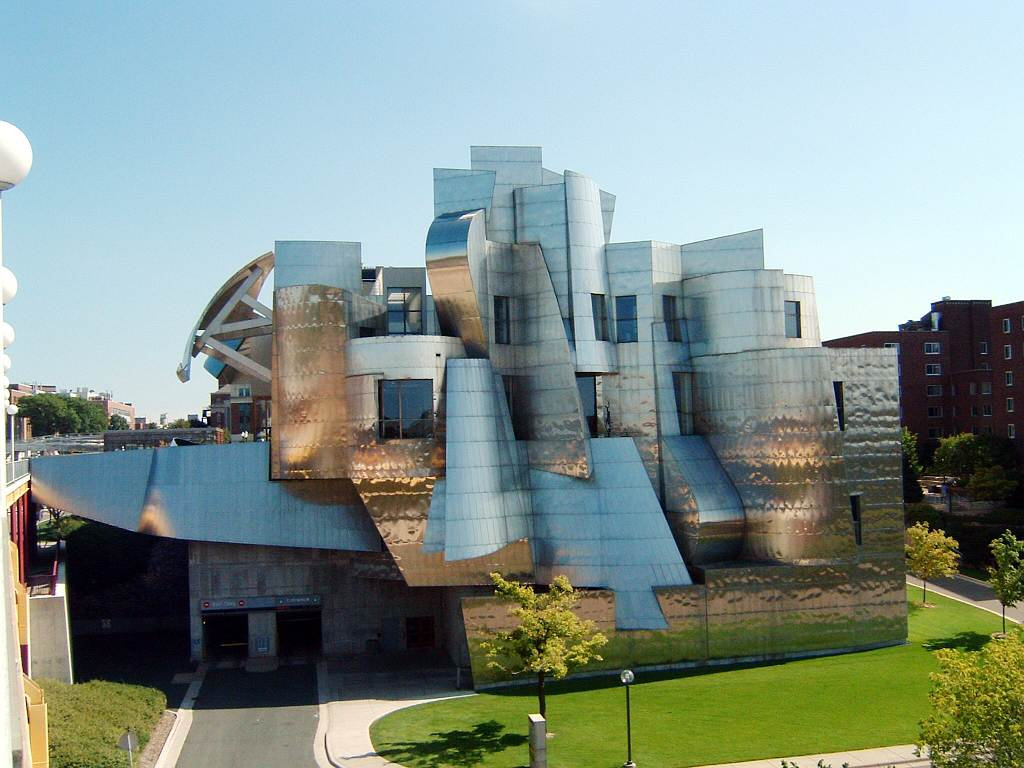
Weisman Art Museum, Minneapolis, Minnesota, Minnesota
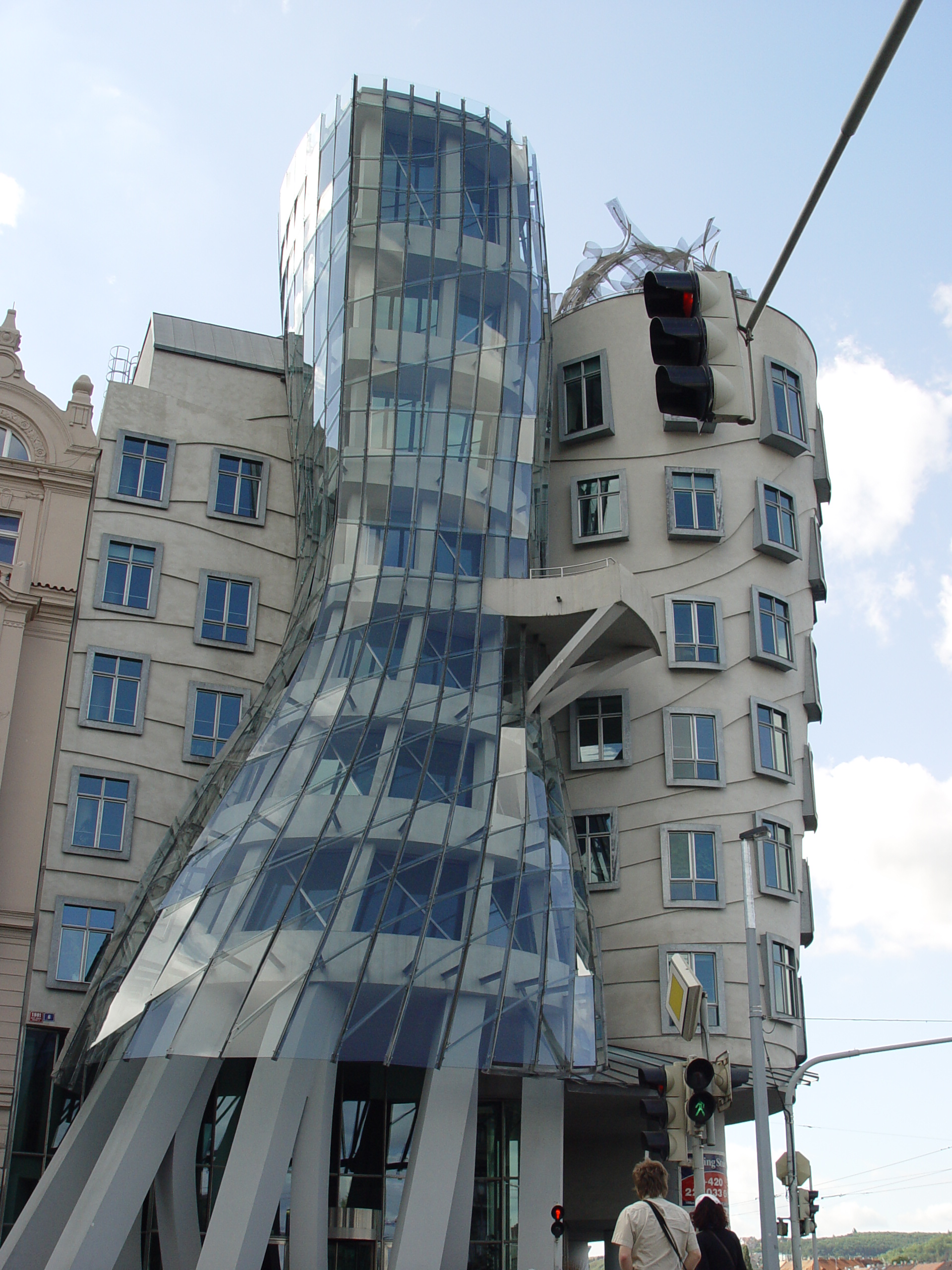
Casa care dansează, Praga, Cehia
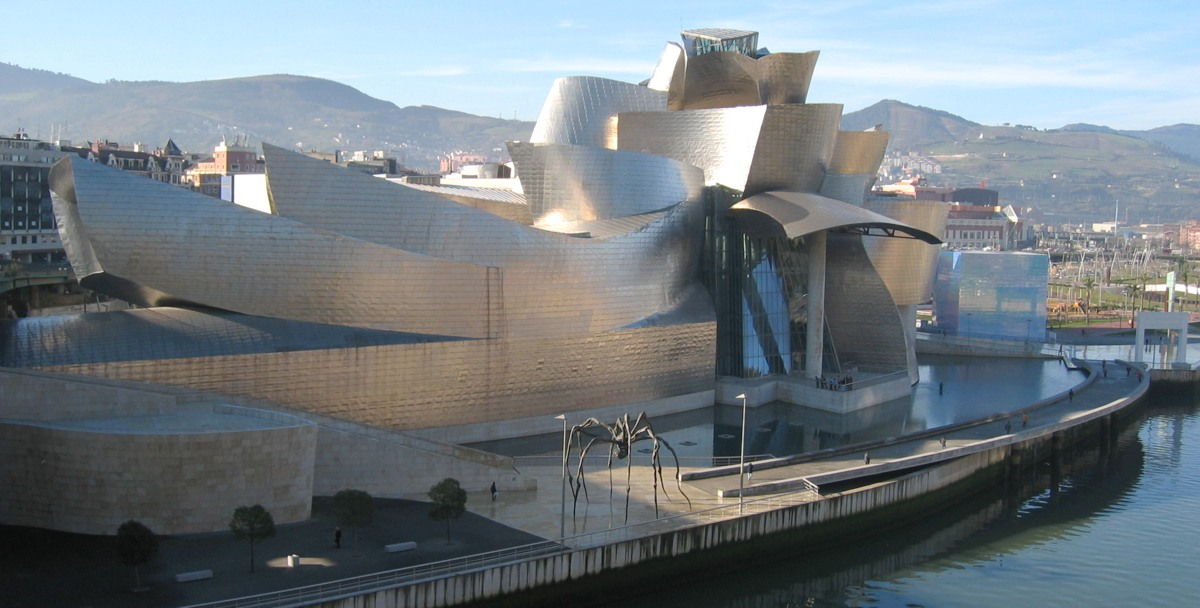
Guggenheim Museum Bilbao, Bilbao, Spania
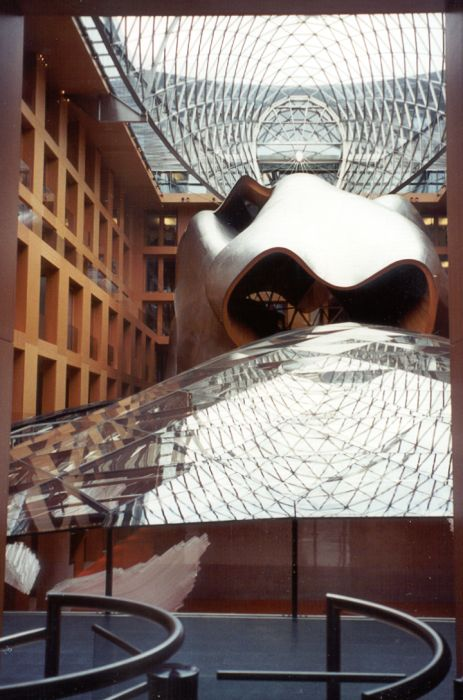
DG Bank building atrium
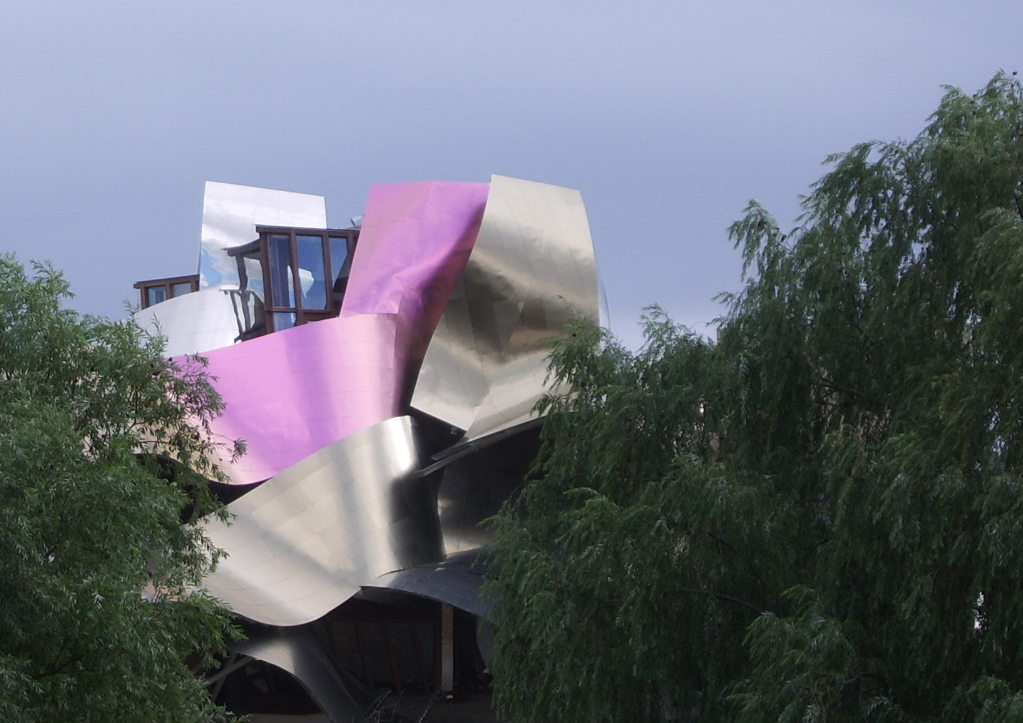
Elciego, Araba, Țara Bascilor
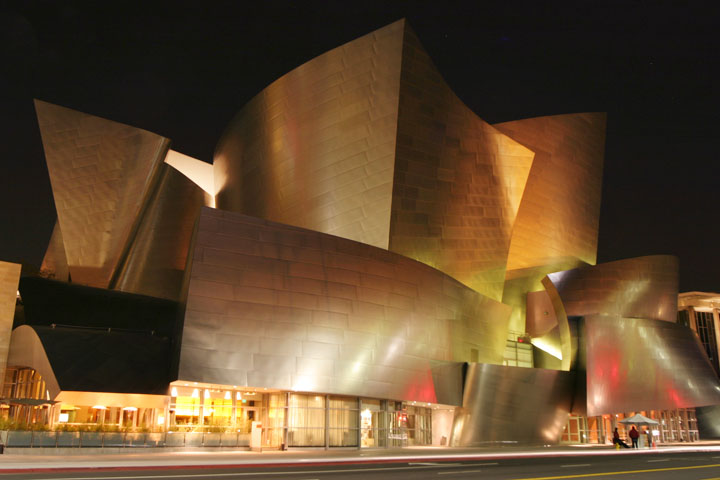
Walt Disney Concert Hall, Los Angeles, California
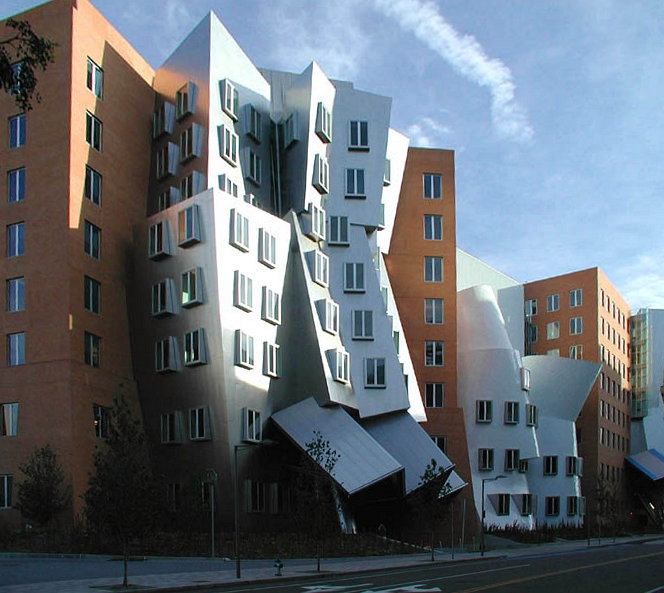
Stata Center
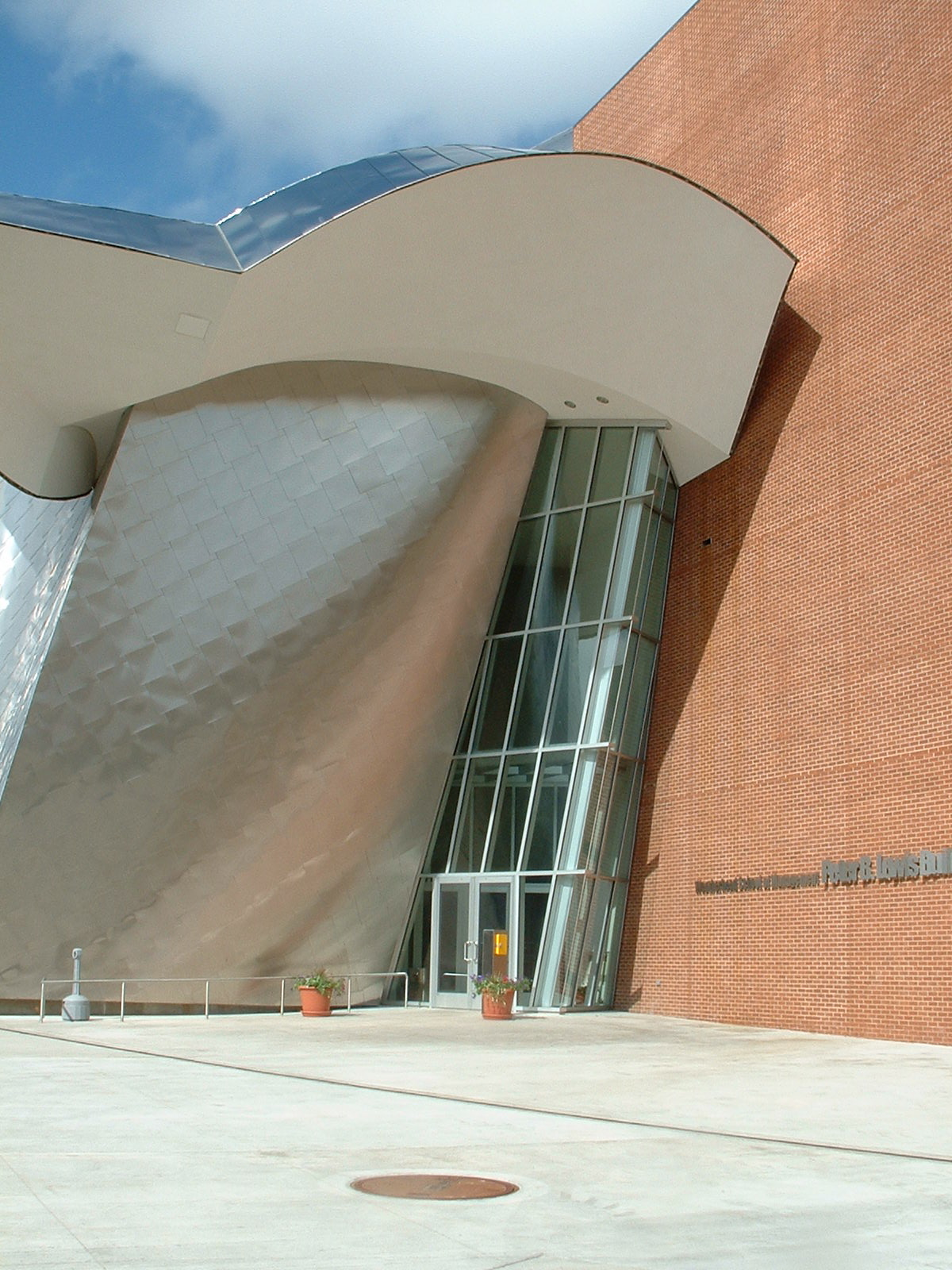
Peter B. Lewis Building, clădirea ce găzduiește Weatherhead School of Management
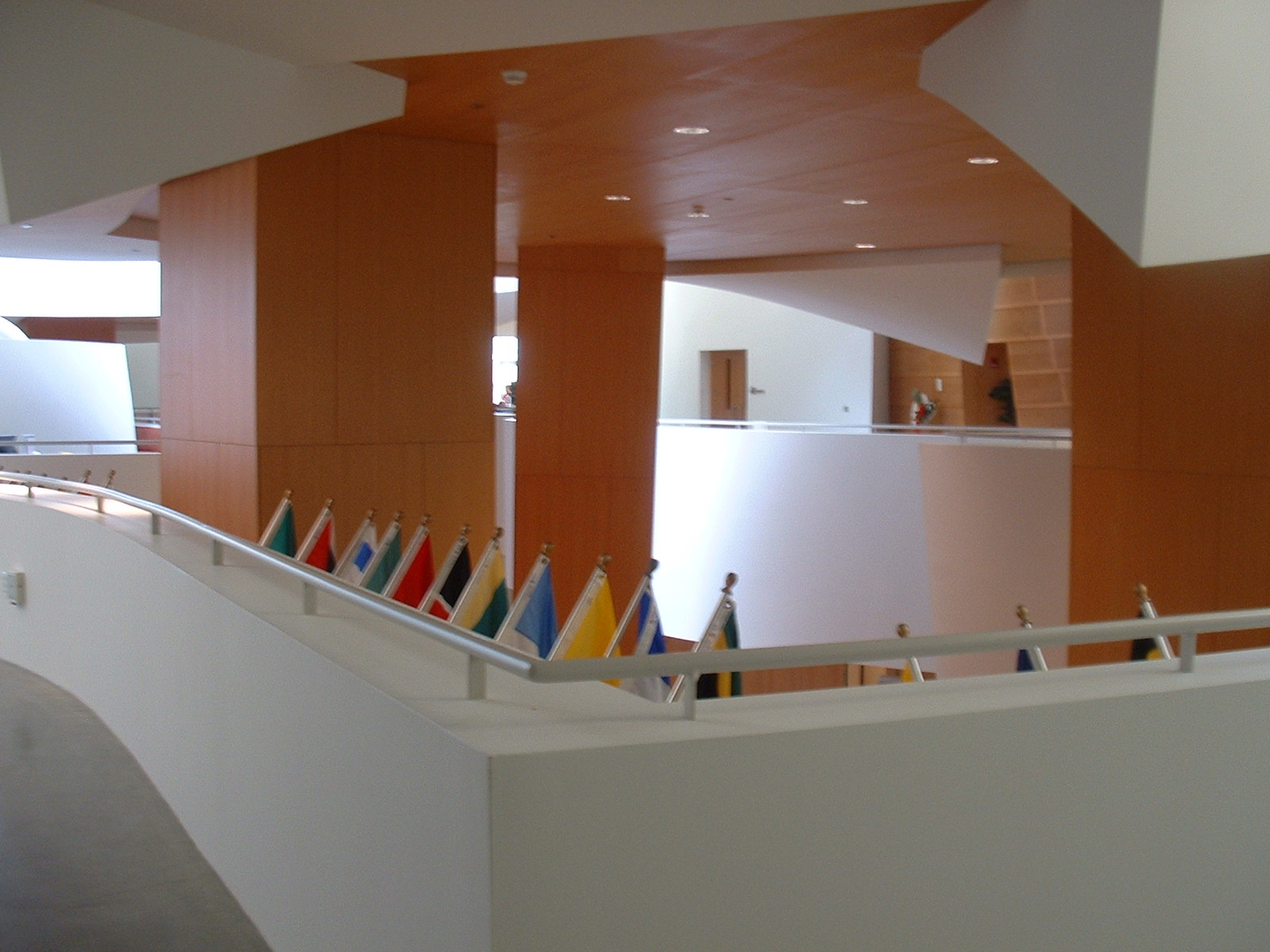
Vedere interioară a clădirii Peter B. Lewis Building
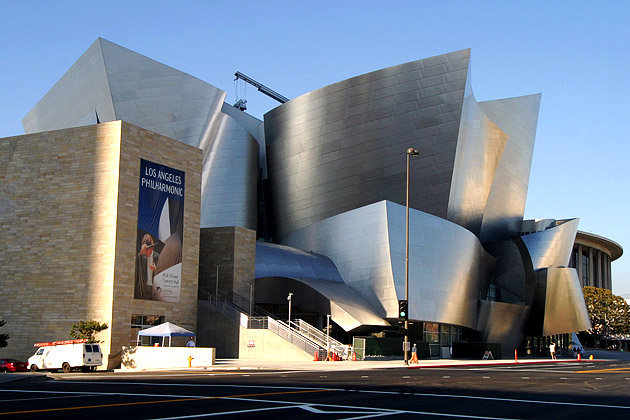
Walt Disney Concert Hall
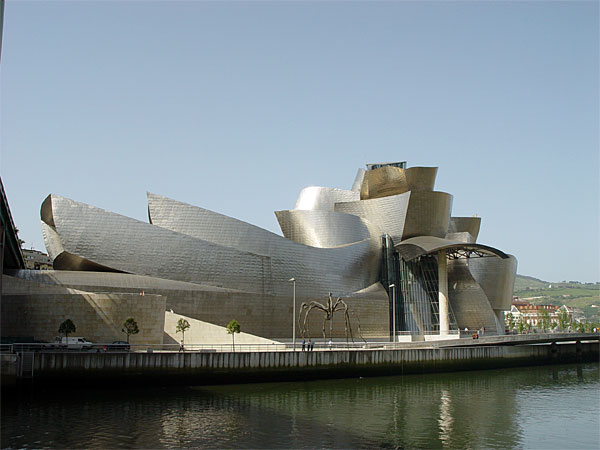
Imagine a muzeului Guggenheim din Bilbao

## Date generale